# Chlibodarśke
Chlibodarśke (ukr. Хлібодарське, ros. Хлебодарское) – osiedle typu miejskiego w rejonie odeskim obwodu odeskiego Ukrainy.